# Landschaftsschutzgebiet Oberer Aabach
Das Landschaftsschutzgebiet Oberer Aabach ist ein 53,5 ha großes Landschaftsschutzgebiet (LSG) nördlich von Madfeld im Stadtgebiet von Brilon. Das Gebiet wurde 2002 mit dem Landschaftsplan Hoppecketal durch den Kreistag des Hochsauerlandkreises ausgewiesen. Das LSG besteht aus zwei Teilflächen, die durch einen Dorfteil getrennt sind. Ein Quellbach, welcher tief ins Dorf führt, gehört zum LSG. Im Süden reicht das LSG fast überall bis ans Dorf.

## Rechtliche Rahmen
Das Landschaftsschutzgebiet Oberer Aabach wurde als Landschaftsschutzgebiet vom Typ C ausgewiesen. Im Stadtgebiet Brilon gibt es auch Landschaftsschutzgebiete vom Typ A, Allgemeiner Landschaftsschutz, wo unter anderem das Errichten von Bauten verboten ist, ferner Landschaftsschutzgebiete vom Typ B, Ortsrandlagen und Landschaftscharakter, wo zusätzlich Erstaufforstungen und auch die Neuanlage von Weihnachtsbaumkulturen, Schmuckreisig- und Baumschulkulturen verboten sind. Wie in den anderen Landschaftsschutzgebieten vom Typ C besteht im LSG zusätzlich ein Umwandlungsverbot von Grünland und Grünlandbrachen in Acker oder andere Nutzungsformen. Eine maximal zweijährige Ackernutzung innerhalb von zwölf Jahren ist erlaubt, falls damit die Erneuerung der Grasnarbe vorbereitet wird. Dies gilt als erweiterter Pflegeumbruch. Dabei muss ein Mindestabstand von 5 m vom Mittelwasserbett eingehalten werden.

## Beschreibung
Beim Landschaftsschutzgebiet Oberer Aabach handelt es sich um ein Grünlandtal. Im LSG liegt die Quelle des Aabaches. Östlich geht der Bachlauf im Naturschutzgebiet Aabachtal weiter.

## Schutzzweck
Die Ausweisung erfolgte zur Erhaltung, Ergänzung und Optimierung eines Grünlandbiotop-Verbundsystems in den Talauen und den Magergrünland-Gesellschaften in den Naturschutzgebieten, damit Tiere und Pflanzen Wanderungs- und Ausbreitungsmöglichkeiten behalten, und zum Erhalt der Vorkommen geschützter Vogelarten sowie dem Schutz artenreicher Pflanzengesellschaften.